# Елсло (Фрисландія)
Елсло (нід. Elsloo) — село в нідерландській провінції Фрисландія. Входить до муніципалітету Остстеллінгверф.
Його площа становить 17,73км², а населення станом на 2021 рік складало 685 осіб.
Перша згадка про населений пункт датується 1002 роком.

## Галерея

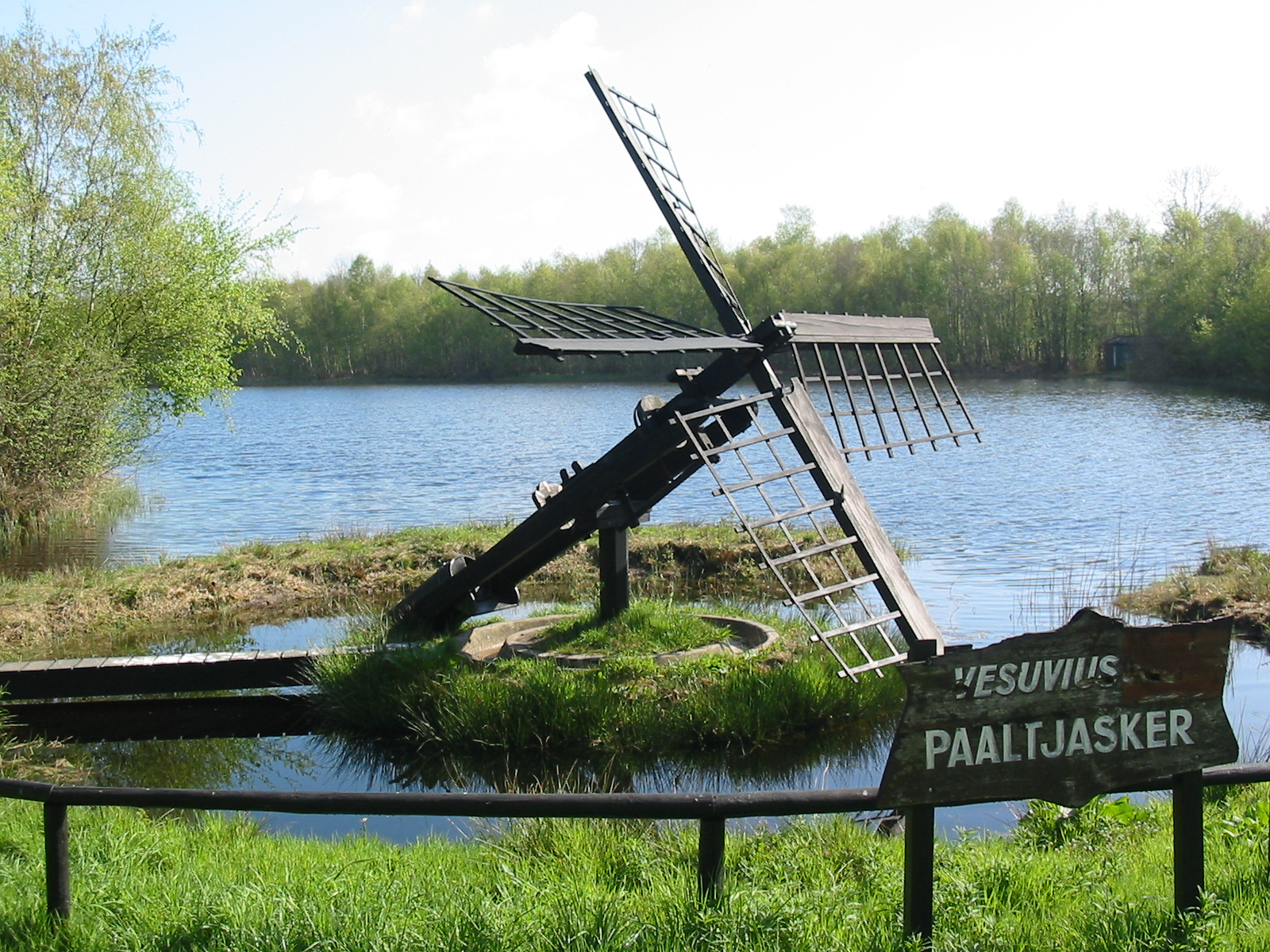
Дренажний вітряк
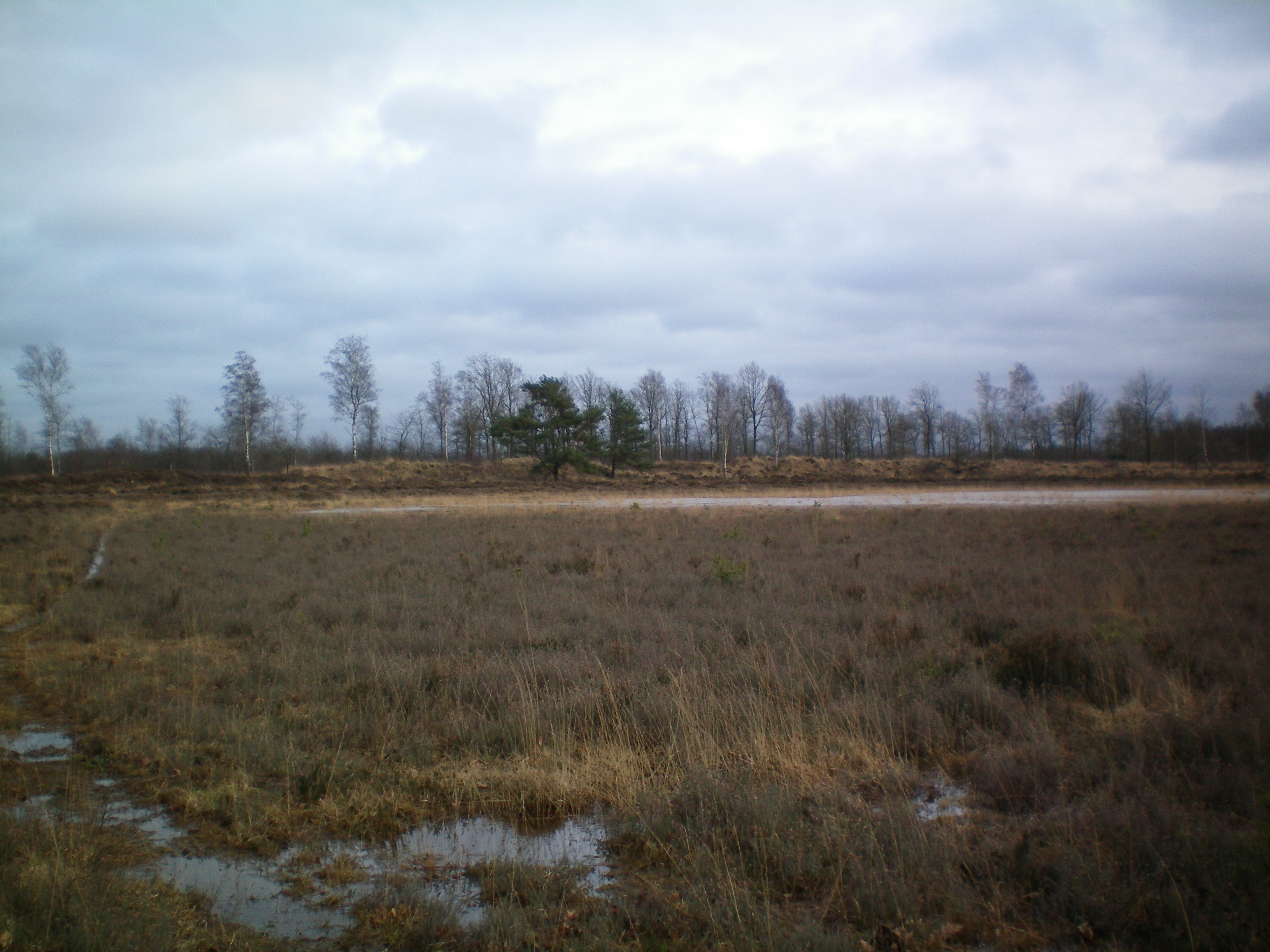
Панорама села
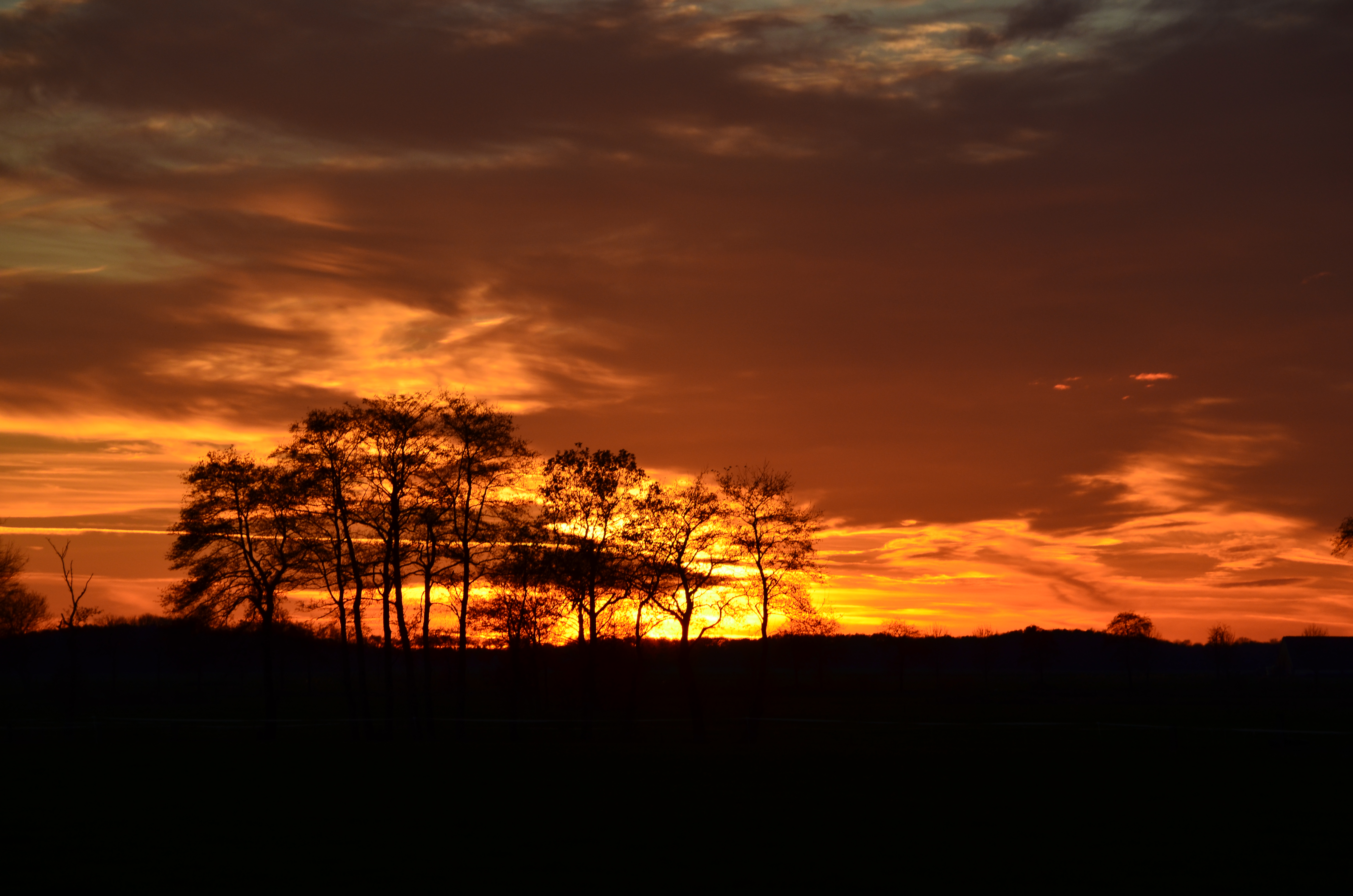
Захід сонця у селі
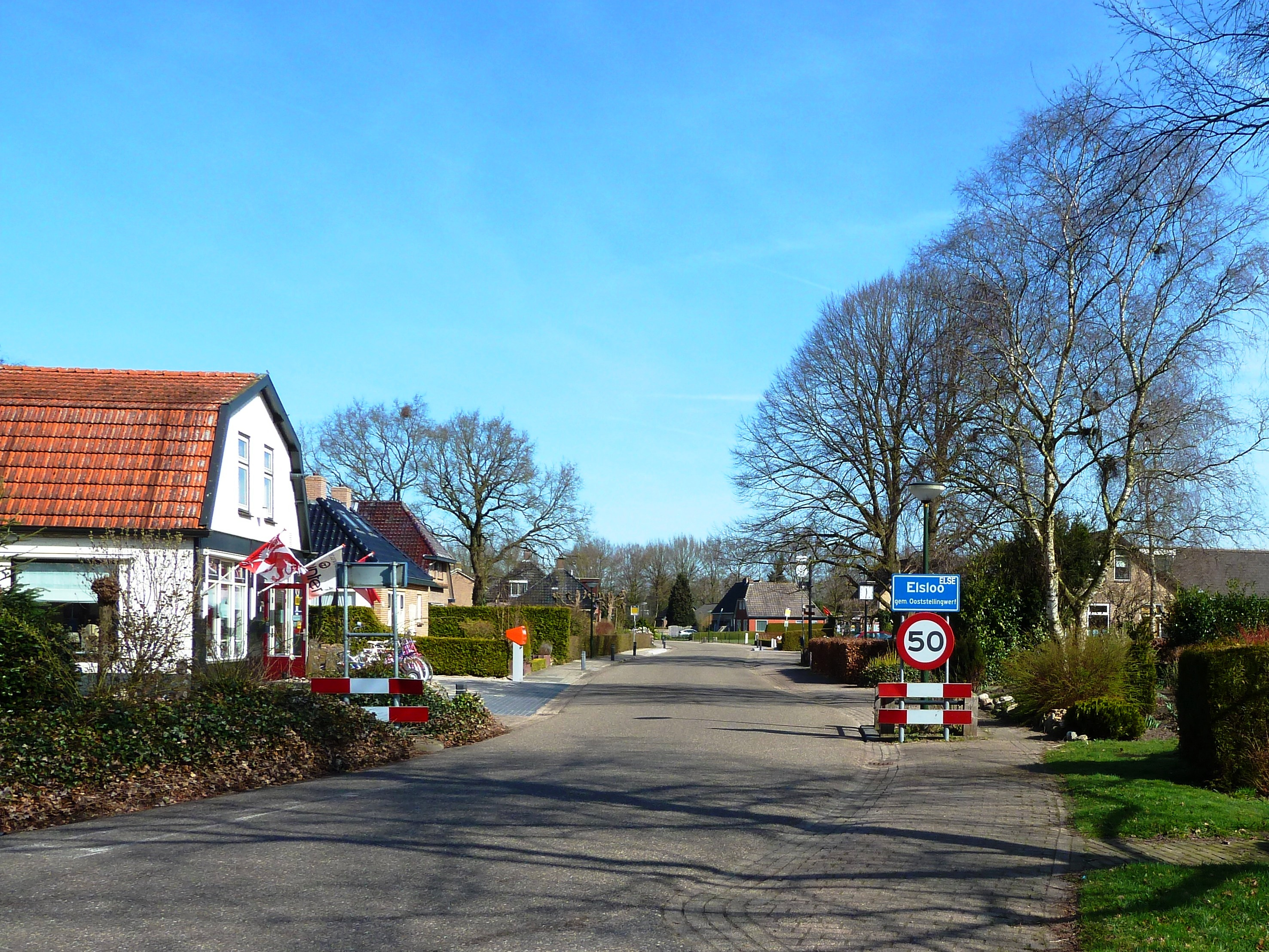
В'їзд до села